# Klytaimnestra

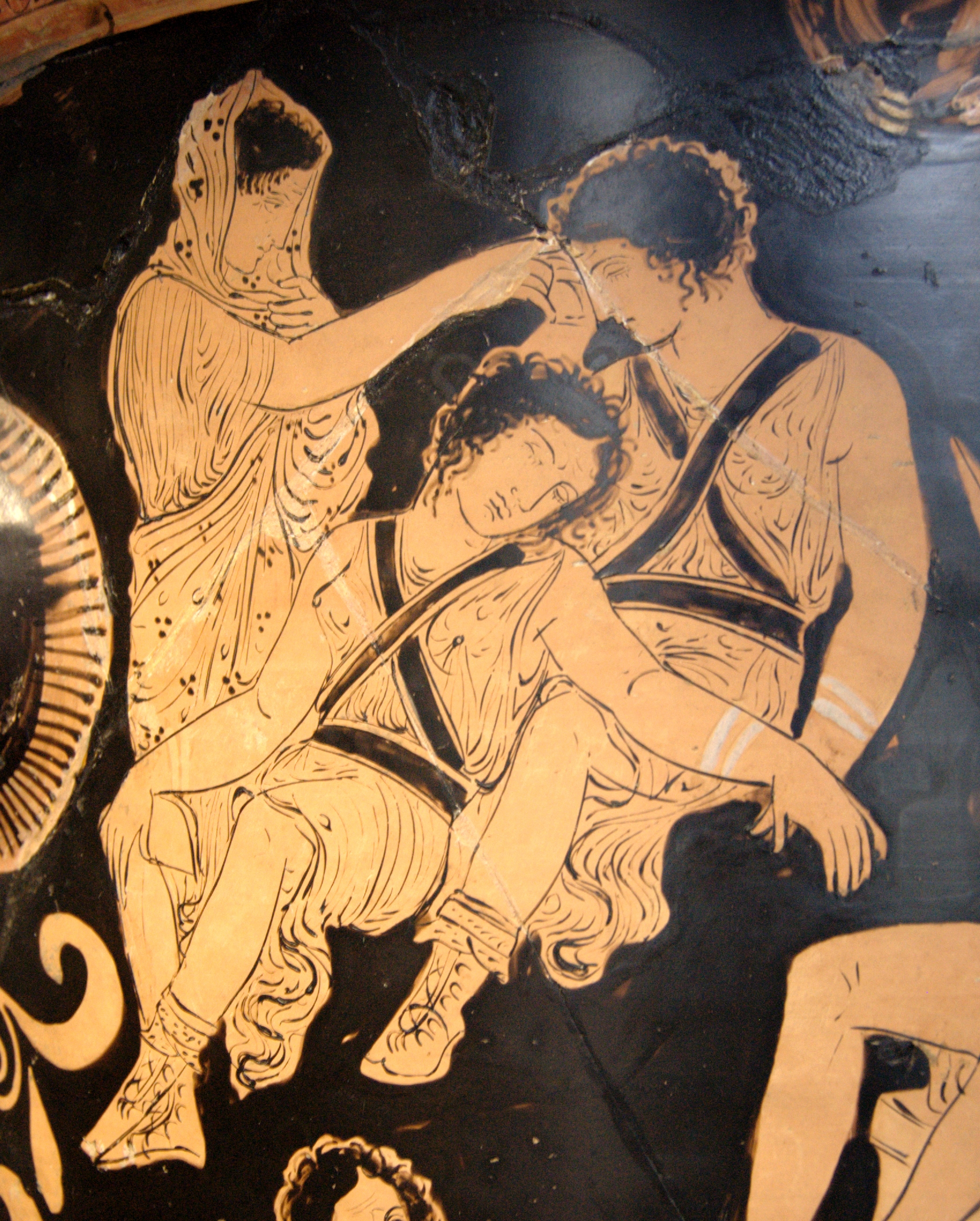
Klytaimnestra beim Versuch, die Erinnyen zu wecken. Ausschnitt aus einem rotfigurigen Mischgefäß, gefunden in Apulien, 380–370 v. Chr.; Louvre in Paris

Klytaimnestra oder Klytaimestra (altgriechisch Κλυταιμ[ν]ήστρα Klytaim[n]ḗstra, latinisiert Clytaemnestra/Clytaemestra, deutsch auch Klytämnestra/Klytämestra) ist eine Gestalt der griechischen Mythologie. Sie war die Tochter des Spartanerkönigs Tyndareos und der Leda, Gemahlin des mykenischen Königs Agamemnon und (Halb-)Schwester der Helena. Ihre Kinder waren Iphigenie, Orestes, Elektra und Chrysothemis.
Klytaimnestra hasste ihren Mann, da dieser bereit war, ihre gemeinsame Tochter Iphigenie zu opfern, um günstigen Wind für den Kriegszug nach Troja zu bekommen. Nachdem Agamemnon aus dem Trojanischen Krieg zurückgekehrt war, ermordete Klytaimnestra gemeinsam mit ihrem Liebhaber Aigisthos ihren Mann und seine trojanische Geisel Kassandra, der sie vorwarf, ein Verhältnis mit ihrem Gemahl zu haben.
Elektra bat Orestes, die Tötung des Vaters zu rächen. So befragte er acht Jahre nach der Bluttat das Orakel von Delphi, das ihm zur Rache riet. Er zog nach Mykene und gab sich als Herold des Strophios aus, welcher den Tod des Orestes verkünden und seine Asche nach Hause bringen sollte. Nachdem er eine Locke auf dem Grab seines Vaters niedergelegt hatte, gab er sich seiner Schwester Elektra zu erkennen und tötete Aigisthos und seine Mutter Klytaimnestra. Da damals Muttermord als schlimmstes aller Verbrechen galt, verfolgten ihn die Erinnyen.
In einer anderen Version des Mythos war Klytaimnestra bereits mit dem Tantaliden Broteas verheiratet, bevor Agamemnon sie das erste Mal traf.

## Klytaimnestra in der Antike
In der Antike wird der Mythos von Klytaimnestra und Agamemnon in Epen und Dramen behandelt. Die früheste überlieferte Erwähnung findet sich in Homers Odyssee. Dort wird sie bereits als Ehebrecherin und Mörderin bezeichnet. Gelenkt durch ihren Liebhaber Aigisthos bringt sie ihren Mann Agamemnon nach seiner Heimkehr aus Troja um.
Weiterhin findet sich der Mythos von Klytaimnestra und Agamemnon u. a. bei Aischylos, Pindar, Sophokles, Euripides und Seneca wieder. Am relevantesten, auch für die spätere Rezeption, ist wohl Aischylos‘ dreiteilige Tragödie, die Orestie. Hier steht die Problematik der Verantwortung im Zentrum.
Die Schuldzuweisungen an der Ermordung Agamemnons wechseln zwischen Aigisthos und Klytaimnestra. Bei einigen Autoren, wie auch Homer, ist Aigisthos der Hauptverantwortliche, der eine mehr oder weniger eigenständig handelnde Klytaimnestra zu dem Mord bewegt. Bei anderen Autoren, wie beispielsweise Pindar, ist Klytaimnestra eigenverantwortlich und getrieben durch Rache Schuld an dem Tod Agamemnons. Unabhängig davon, wie viel Schuld sie an dem Mord trägt, bleibt sie jedoch in all diesen Dramen das Beispiel einer schlechten Ehefrau. Manchmal werden ihre Motive der Rache zwar durch eine Darstellung als liebende Mutter gerechtfertigt, doch das Bild der schlechten Frau begleitet sie permanent.

## Rezeptionsgeschichte bis Heute
Bis ins 20. Jh. wurde der Mythos von Klytaimnestra und Agamemnon hauptsächlich in der tragischen Literatur weiterverarbeitet. Auch in den Tragödien des Mittelalters verbessert sich das Bild Klytaimnestras als schlechte und rachsüchtige Ehefrau nicht. Sie gilt als Beispiel einer Frau, die Unheil stiftet und mit ihrem Verhalten eine Bedrohung für die Ehe darstellt. In der Neuzeit wird der Mythos erst im 18. Jahrhundert wieder aufgegriffen und von Autoren neu gedeutet. Zunächst rückt die Leidenschaft Klytaimnestras in den Vordergrund, ab dem 19. Jahrhundert geprägt durch Goethes klassizistisches Verständnis der homerischen Epen. Im 20. Jahrhundert wird die Rezeption des Mythos durch neue Interpretationen beeinflusst. Dazu gehört die philosophische, die sozio-anthropologische, die psychologische und die politische Herangehensweise. In 1980er Jahren gewinnt schließlich der Einfluss von feministischen Perspektiven an Bedeutung. So beschreibt Christa Wolf sie in Kassandra bereits als ehrgeizige und selbstbestimmte Frau, während Agamemnon deutlich negativer dargestellt wird.
Eine der aktuellen Verarbeitungen des Mythos von Klytaimnestra ist das Buch „Klytämnestra“ von Costanza Casati, was 2023 erschien.
„Klytämnestra“ ist eine Nacherzählung des Mythos, in der Klytaimnestra selbst die Hauptfigur ist und die Leser Innen die Geschichte aus ihrer Sicht erleben. Casati beschreibt Klytaimnestra als starke, eigenwillige und unabhängige spartanische Prinzessin. Ihr Leben ist geprägt von Misshandlung und Gewalt, die sie durch Männer erfahren musste. Agamemnon tötet ihren ersten Ehemann und Sohn, später ihre gemeinsame Tochter Iphigenie. Daher wird es für die Leser Innen kaum überraschend sein, dass diese Erlebnisse nicht spurlos an Klytaimnestra vorbeigehen. Vor diesem Hintergrund sind ihre Taten verständlicher. Aus der rachsüchtigen, brutalen und hinterlistigen Ehefrau der antiken Mythen wird eine Frau, die von Männern misshandelt und unterschätzt wurde. Vor allem durch Agamemnon musste Klytaimnestra so viel Leid erfahren, dass es unerträglich wurde.
Damit ändert sich die Perspektive auf den antiken Mythos von Agamemnon und Klytaimnestra. Eine der meistverurteilten Frauen der antiken Mythen bekommt damit eine Stimme, eine eigene Geschichte und wird nicht mehr nur von den Männern auf eine eindimensionale Rolle reduziert. Mit diesem Motiv ist „Klytämnestra“ von Costanze Casati Teil eines vergleichsweise neuen Trends feministischer Nacherzählungen antiker Mythen und Geschichten.